# 米歇尔·克罗
米歇爾·克羅（Michel Croz，1830年4月22日—1865年7月14日），法國登山隊員。

## 生平
1859年首度成為登山指導員，被威廉馬修斯聘請前往勃朗峰。1863年他同馬修（Mathews, T. G. Bonney），和自家兄弟Jean-Baptiste Croz登上了Grandes Rousses，1864年他成為首位遊覽brèche de la Meije的登山員。1865年7月14日，米歇爾·克羅與愛德華·溫珀、查爾斯·赫德森、弗朗西斯·道格拉斯（Francis Douglas）、道格拉斯·哈多（Douglas Hadow）和彼得·陶格瓦爾德斯（Peter Taugwalders）父子從策馬特登山，成為首支成功登上馬特洪峰的登山隊。不幸地是，下山的時候米歇爾·克羅、道格拉斯·哈多、查爾斯·赫德森和弗朗西斯·道格拉斯四人發生意外，墮進1,400米以下的冰川裡身亡。事後，除道格拉斯的屍首不能尋回外，其餘三人都葬在了策馬特。